# Steven Levitt
Steven David Levitt (29 de mayo de 1967) es un economista estadounidense. Actualmente es profesor de Economía en la Universidad de Chicago y coeditor de la revista Journal of Political Economy.
Fue premiado en 2003 con la Medalla John Bates Clark. En 2006, fue elegido por la revista Time como una de las “100 personas más influyentes del mundo”.

## Trayectoria
Estudió en la St. Paul Academy and Summit School. En 1989, se graduó por la Universidad de Harvard, y en 1996 recibió el PhD del Instituto Tecnológico de Massachusetts. En 2003, fue premiado con la Medalla John Bates Clark, que otorga cada dos años la American Economic Association al economista estadounidense más prometedor de menos de 40 años de edad. En 2005, Steven Levitt publicó, junto con Stephen J. Dubner, su primer libro: Freakonomics.

## Obra
Steven Levitt ha estudiado distintos aspectos de la Economía, en muchas ocasiones incluyendo temas que van más allá del campo tradicional de esta ciencia, tales como la delincuencia, la política o los deportes, estudios que han dado como resultado más de 60 publicaciones académicas.
Uno de sus trabajos más conocidos y polémicos es The Impact of Legalized Abortion on Crime (en español, El impacto de la legalización del aborto en el crimen), que elaboró junto a John Donohue y en el que demuestra con datos estadísticos que la legalización del aborto en los Estados Unidos ha tenido un fuerte efecto de reducción de la delincuencia más de una década después. Esto se debería a la gran propensión a convertirse en criminales de los hijos que proceden de embarazos no deseados, criados en condiciones deplorables, dado que, según Levitt, el entorno durante el crecimiento impacta más a los chicos que los padres, dentro de la crianza. Al dejar de nacer personas propensas a la delincuencia, abortados, años más tarde no se convierten en delincuentes durante la adolescencia o a posteriori y no engrosan las estadísticas de creciente delincuencia.